# 소하라역 (기후현)
소하라역(일본어: 蘇原駅)은 일본 기후현 가카미가하라시에 있는 도카이 여객철도 다카야마 본선의 역이다. 단선 승강장과 섬식 승강장이 아우른 복합 형태의 철도 역사이다.

## 타는 곳
| 1 | ■ 다카야마 본선 | 하행 | 미노오타 · 다카야마 방면 |
| 2 | ■ 다카야마 본선 | 상행 | 기후 · 나고야 방면       |

## 역 주변
- 나고야 철도 가카미가하라 선 미카키노 역
- 가와사키 중공업 항공 우주 컴퍼니 기후 공장
- 항공 자위대 기후 기지
- 주부 전력 소하라 전력소
- 호텔 루트인 가카미가하라

## 인접 정차역
| 도카이 여객철도 다카야마 본선 | 도카이 여객철도 다카야마 본선 | 도카이 여객철도 다카야마 본선                |
| ----------------------------- | ----------------------------- | -------------------------------------------- |
| 나카 기후 방면                | ■ 다카야마 본선               | 가가미가하라 미노오타·다카야마·이노타니 방면 |